# Баворовські (герб)
Баворовські (пол. Baworowski) — польський шляхетський герб чеського походження.

## Опис герба
У синьому полі золота стріла з вістрям угору, з відірваним лівим піввістрям, схрещена посередині і порвана знизу, під стрілою золота вісімка.
У клейноді над шоломом в короні — п'ять страусових пір'їн.

## Найдавніші згадки
Герб привезений з Богемії в XVI столітті.

## Геральдичний рід
Баворовські (Baworowski).